# Lee Meriwether
Pour l’article homonyme, voir Lee Meriwether.
 (octobre 2024).
Le contenu est difficilement compréhensible vu les erreurs de traduction, qui sont peut-être dues à l'utilisation d'un logiciel de traduction automatique.
Lee Ann Meriwether, née le 27 mai 1935 à Los Angeles (Californie) est une actrice américaine, ancienne mannequin et gagnante du concours Miss America 1955. Elle est apparue dans de nombreux films et émissions de télévision, notamment en tant que Betty Jones, la secrétaire et belle-fille du personnage principal dans les années 1970, le drame policier Barnaby Jones avec Ami Ebsen. Le rôle lui a valu deux nominations Golden Globe Award en 1975 et 1976 et une nomination Emmy Award en 1977. Elle est également connue pour son interprétation de Catwoman, remplaçant Julie Newmar dans la version cinématographique de Batman (1966), et pour un rôle en covedette dans la série de science-fiction The Time Tunnel . Lee a eu un rôle récurrent en tant que Ruth Martin dans le roman savon de jour La Force du destin jusqu'à la fin de la série en septembre 2011.

## Enfance
Lee Meriwether est né à Los Angeles, Californie, de Claudius Gregg Meriwether et Ethel Eve Mulligan. Elle a un frère, Don Brett Meriwether. Elle a grandi à San Francisco après le déménagement de sa famille depuis Phoenix en Arizona. Elle a fréquenté l'école George Washington, où l'un de ses camarades de classe était Johnny Mathis. Elle a ensuite fréquenté le college de San Francisco, où l'un de ses camarades de classe était l'acteur Bill Bixby.
Après avoir remporté Miss San Francisco, elle a remporté le concours Miss California 1954, a ensuite été couronnée Miss America en 1955 avec son récital d'un John Millington Synge monologue. Elle est ensuite apparue ce dimanche-là sur What's My Line?, animé par John Charles Daly (qui a également animé le concours cette année-là). Après son règne de Miss America, elle a rejoint l'émission Today.

### années 1950
Elle était une "Today Girl" sur NBC à The Today Show de 1955 à 1956. Son long métrage a fait ses débuts en 1959 en tant que Linda Davis dans 4D Man, avec Robert Lansing. Elle apparaît dans l'épisode The Phil Silvers Show, "Cyrano de Bilko".

### années 1960
En 1961, l'invitée de Lee a joué une fois le rôle de Gloria dans l'épisode "Buddy and the Amazon" de la saison CBS sitcom de son premier mari (Frank Aletter), Bringing Up Copain. Elle est également apparue dans l'épisode "Community Chest" de "Leave It To Beaver" dans la saison quatre. En 1962, elle a joué le rôle de Martha Elweiss dans l'épisode "My Child Is Yet a Stranger" sur le CBS anthology series, The Lloyd Bridges Show. Elle a joué Nurse Dickens dans un épisode de 1962 de la sitcom ABC, I'm Dickens, He's Fenster. De 1963 à 1965, elle a joué différents rôles dans huit épisodes du drame médical NBC, Dr. Kildare. En 1964, elle a joué le personnage de Jeanelle dans "This Is Going to Hurt Me More Than It Hurts You" dans la série d'aventures de CBS, Route 66. En 1965, elle est apparue dans un épisode de The Jack Benny Program en tant que secrétaire. Dans un épisode de 1965 de  12 O'Clock High, " Mutiny at Ten Thousand Feet ", elle a joué le lieutenant Amy Patterson, et dans les épisodes " The Idolator " (également 1965) et "The Outsider" (1966), elle a joué le capitaine Phyllis Vincent. Elle a également joué dans l'épisode de la saison 2 " Big Brother ". Elle était une habituée de la série télévisée de science-fiction The Time Tunnel avec James Darren et Robert Colbert en 1966–67.
Lee est apparue en tant que Dr Egret dans la série NBC, The Man from U.N.C.L.E. ("The Mad, Mad Tea Party", 1965) et dans un épisode de Hazel ("Comment perdre 30 livres en 30 minutes", également 1965) elle a joué Miss Wilson, la propriétaire d'un studio d'exercice. Meriwether a interprété Catwoman pour le film Batman (1966), et est également apparu dans deux épisodes de la série télévisée Batman en 1967 dans le rôle de Lisa Carson qui était amoureuse de Bruce Wayne dans les épisodes "King Tut's Coup" et "Batman's Waterloo". À la fin des années 1960 et au début des années 1970, elle a joué des rôles principaux dans de nombreuses séries télévisées, notamment Le Fugitif, Mannix,  Patrouille du cosmos épisode "Ce qui survit" (1969), Perry Mason épisodes #245 "Le cas du chancelier infidèle" et "Le cas du chanteur folklorique frustré" (tous deux en 1965), et l'épisode de la série F Troop, "O'Rourke contre O'Reilly".
Au cinéma, elle a rejoint John Wayne et Rock Hudson pour The Undefeated, et Andy Griffith dans Angel in My Pocket (tous deux en 1969). La même année, elle a joué l'espionne de l'IMF Tracey dans six épisodes de la série télévisée populaire, Mission Impossible, au cours de la saison quatre après le départ de Barbara Bain et Martin Landau, partis créer la série Cosmos 1999.

### années 1970
Lee a commencé son rôle nommé en tant que secrétaire et belle-fille Betty Jones dans la série 1973-1980 de CBS Barnaby Jones, en face de Buddy Ebsen. Au cours des huit années de diffusion de la série, elle a apprécié une chimie à l'écran et hors écran avec l'aîné Ebsen. Au cours de la série, elle a retrouvé son ancien camarade de classe et meilleur ami Bill Bixby au cours d'un épisode. Après son passage sur Barnaby Jones, Meriwether est devenue la meilleure amie d'Ebsen, restant en contact pendant de nombreuses années jusqu'à sa mort le 6 juillet 2003. Elle a joué dans les téléfilms de 1978 True Grit: A Further Adventure  avec Warren Oates dans le rôle de Rooster Cogburn et Cruise Into Terror avec de nombreuses vedettes, elle est apparue quatre fois dans Circus of the Stars , et elle était un panéliste régulier du jeu télévisé Match Game.

### années 1980
Elle a interprété Lily Munster dans la reprise de 1988 à 1991 de la sitcom télévisée des années 1960 The Munsters, intitulée The Munsters Today, dans laquelle elle a joué aux côtés de Jason Marsden, John Schuck, Howard Morton et Hilary Van Dyke. Elle a également fait plusieurs apparitions dans The Love Bateau et L'Île fantastique.

### années 1990
Dans les années 1990, elle est apparue comme elle-même dans un épisode de Space Ghost Coast to Coast. En 1993, elle a joué dans Murder, She Wrote, épisode "Ship of Thieves". En 1996, Lee Meriwether a succédé à Mary Fickett dans le rôle de Ruth Martin dans le soap opera All My Children, Fickett ayant joué le rôle depuis sa création en 1970. Après vingt-six ans, Fickett voulait prendre une semi-retraite en tant que membre récurrent de la distribution. Les négociations avec le réseau ont échoué et Meriwether a été choisie pour Ruth Martin. En 1998, ABC a estimé qu'ils étaient dans une impasse avec les agents de Meriwether et Mary Fickett a été ramenée en tant que membre récurrent de la distribution. Fickett a de nouveau pris sa retraite, cette fois définitivement en décembre 2000. ABC a décidé de ramener le personnage de Ruth Martin en 2002, mais Fickett est resté à la retraite. Meriwether a donc été ramené et est resté un artiste récurrent vedette de la série jusqu'à sa fin.

### Années 2000
En 2002, elle est apparue dans le film documentaire Miss America. En 2003, Lee est apparue dans le téléfilm Dans la grotte de Batman. Elle a joué off-Broadway dans la comédie interactive, Grandma Sylvia's Funeral. Elle a aussi été Big Mama dans le jeu vidéo Metal Gear Solid 4 : Guns of the Patriots pour la PlayStation 3. Elle apparaît également dans l'une des vidéos d'ouverture du jeu en tant qu'animatrice de talk-show ayant une interview avec David Hayter, qui joue Solid Snake dans le jeu. En 2006, elle rejoint James Garner, Abigail Breslin, Bill Cobbs et d'autres dans The Ultimate Gift. En 2008, Meriwether a fait une brève apparition en tant que personnage de bande dessinée Battle Diva dans l'épisode "Harper Knows" de la série originale Disney Channel Wizards of Waverly Place. En 2010, elle a de nouveau été réunie à l'écran avec le vétéran d'Hollywood Bill Cobbs dans No Limit Kids: Much Ado About Middle School. Elle exprime le président Winters dans le jeu vidéo Vanquish de PlatinumGames.

### Années 2010
Elle a continué à travailler sur scène, à la télévision, dans les doublages de jeux vidéos et dans des longs métrages. Elle a fait des apparitions dans Desperate Housewives, Hawaii 5-0, The League , et Don't Trust the B---- in Apartment 23. Plus récemment, elle a revisité son rôle de Miss Hastings dans la suite/préquelle de The Ultimate Gift, The Ultimate Life (2013), réalisé par Michael Landon Jr. Elle est également à l'affiche du court-métrage Kitty.
Puis en 2018, elle joue dans le film Hell's Kitty, dans lequel elle joue le personnage de Grand Maman Kyle, le même patronyme que son rôle de Selina Kyle/Catwoman dans le film de 1966, Batman.
Elle fait également des apparitions à Comic Con où elle parle de ses rôles dans Batman, Star Trek et Time Tunnel.

## Vie personnelle
Le 20 avril 1958, elle épousa Frank Aletter. Ils ont eu deux filles, les actrices Kyle Aletter-Oldham et Lesley A. Aletter, et ont divorcé en 1974. Le 21 septembre 1986, Lee a épousé Marshall Borden,.

## Filmographie

### Cinéma
| Year | Title                                                 | Role                             | Notes           |
| ---- | ----------------------------------------------------- | -------------------------------- | --------------- |
| 1959 | Le Monstre aux abois (4D Man)                         | Linda Davis                      |                 |
| 1963 | Il faut marier papa (The Courtship of Eddie's Father) | Lee, Tom's Receptionist          | Non créditée    |
| 1966 | Batman                                                | Selina Kyle/Catwoman, Lady Kitka |                 |
| 1966 | Namu, l'orque sauvage (Namu, the Killer Whale)        | Kate Rand                        |                 |
| 1968 | Le Démon des femmes (The Legend of Lylah Clare)       | Jeune fille                      |                 |
| 1969 | Angel in My Pocket                                    | Mary Elizabeth Whitehead         |                 |
| 1969 | Les Géants de l'Ouest (The Undefeated)                | Margaret Langdon                 |                 |
| 1973 | The Brothers O'Toole                                  | Paloma Littleberry               |                 |
| 2005 | Gone Postal                                           | Fran                             | Court métrage   |
| 2006 | The Ultimate Gift                                     | Miss Hastings                    |                 |
| 2007 | Say It in Russian                                     | Invitée à la soirée              |                 |
| 2008 | Touching Home                                         | Grand Maman Eleanor              |                 |
| 2008 | Twisted Faith                                         | Maman Clare                      | Court métrage   |
| 2010 | No Limit Kids: Much Ado About Middle School           | Katie                            | Direct-to-video |
| 2011 | Secret Identity                                       | Faye Florence                    | Court métrage   |
| 2012 | Sunset Stories                                        | Marie                            |                 |
| 2012 | Silent But Deadly                                     | Vivian                           |                 |
| 2013 | Remember to Breathe                                   | Alice                            | Court métrage   |
| 2013 | Birthday Cake                                         | Opal Hunt                        |                 |
| 2013 | The Ultimate Life                                     | Miss Hastings                    |                 |
| 2013 | The Curse of the Un-Kissable Kid                      | Gypsy                            | Court métrage   |
| 2014 | Waiting in the Wings: The Musical                     | Ethel                            |                 |
| 2014 | Abaddon                                               | Old Ana                          |                 |
| 2014 | Heaven Help Us                                        | Helen                            | Court métrage   |
| 2015 | A Horse for Summer                                    | Patsy                            |                 |
| 2015 | Sunny in the Dark                                     | Dorothy                          |                 |
| 2015 | In Memory                                             | Beth Sawyer                      | Court métrage   |
| 2016 | Kitty                                                 | Mrs Tinsley                      | Court métrage   |
| 2016 | A Christmas in New York                               | Irene Burgess                    |                 |
| 2017 | Diary of a Lunatic                                    | Maman de Trew                    |                 |
| 2017 | Breaking Legs                                         | GG                               |                 |
| 2017 | Batman vs. Double-Face                                | Lucilee Diamond (voix)           | Direct-to-video |
| 2018 | Hell's Kitty                                          | Grand maman Kyle                 |                 |
| 2018 | Still Waiting In The Wings                            | Ethel                            |                 |
| 2018 | Love & Debt                                           | Mrs Markson                      |                 |

### Télévision
| Année     | Titre                                                     | Rôle                                                                                          | Notes |
| --------- | --------------------------------------------------------- | --------------------------------------------------------------------------------------------- | --- |
| 1954–1955 | The Philco Television Playhouse                           | Diane                                                                                         | 3 episodes |
| 1956      | Matinee Theatre                                           |                                                                                               | Episode: "Sincerely Yours, Charlie Fisher" |
| 1957      | The Alcoa Hour                                            | Girl in the Sketch                                                                            | Episode: "Protégé" |
| 1957      | Men of Annapolis                                          | The Girl                                                                                      | Episode: "The Challenge" |
| 1958      | The Millionaire                                           | Nancy McKuehn                                                                                 | Episode: "The Rod Matthews Story" |
| 1958      | The Phil Silvers Show                                     | Natalie Rumplemeyer                                                                           | Episode: "Cyrano De Bilko" |
| 1958      | Dragnet                                                   | Vicki Tearson                                                                                 | Episode: "The Big Rip" |
| 1958      | Omnibus                                                   | Beautiful Witch                                                                               | Episode: "Mrs McThing" |
| 1960–1962 | The Clear Horizon                                         | Enid Ross                                                                                     | |
| 1961      | Bringing Up Buddy                                         | Gloria Arnold                                                                                 | Episode: "Buddy and the Amazon" |
| 1961      | Leave It to Beaver                                        | Young Woman Neighbor                                                                          | Episode: "Community Chest" |
| 1962      | The Lloyd Bridges Show                                    | Martha Elweiss                                                                                | Episode: "My Child Is Yet a Stranger" |
| 1962      | I'm Dickens, He's Fenster                                 | 2nd Hospital Receptionist                                                                     | Episode: "Nurse Dickens" |
| 1962      | Alcoa Premiere (en)                                       | Kerry                                                                                         | Episode: "Whatever Happened to Miss Illinois?" |
| 1963–1965 | Dr. Kildare                                               | Nurse Bonnie Tynes / Nurse Angela Springer / Nurse Harper / Nurse Adams / Nurse Betty Johnson | 8 episodes |
| 1964      | Route 66                                                  | Jeanelle                                                                                      | Episode: "This Is Going to Hurt Me More Than It Hurts You" |
| 1964      | The Young Marrieds                                        | Ann Reynolds #1                                                                               | 4 episodes |
| 1964–1965 | The Jack Benny Program                                    | Secretary / Mother With Baby w/ Andy Williams                                                 | 2 episodes |
| 1965      | Perry Mason                                               | Evelyn Wilcox / Natalie Graham                                                                | 2 episodes |
| 1965      | Bob Hope Presents the Chrysler Theatre                    | Piper's Secretary                                                                             | Episode: "Double Jeopardy" |
| 1965      | The Man from U.N.C.L.E.                                   | Dr. Egret                                                                                     | Episode: "The Mad, Mad Tea Party Affair" |
| 1965      | Hazel                                                     | Miss Wilson                                                                                   | Episode: "How to Lose 30 Pounds in 30 Minutes" |
| 1965      | F Troop                                                   | Lily O'Reilly                                                                                 | Episode: "O'Rourke vs. O'Reilly" |
| 1965–1966 | Twelve O'Clock High                                       | Capt. Phyllis Vincent / Lt. Amy Patterson                                                     | 3 episodes |
| 1965–1971 | The F.B.I.                                                | Joanna Lauren / Liz / Marian Converse / Joanna Laurens                                        | 5 episodes |
| 1966      | The Fugitive                                              | Willis Hempstead                                                                              | Episode: "Not with a Whimper" |
| 1966      | My Three Sons                                             | Phyllis Allen                                                                                 | Episode: "What About Harry?" |
| 1966      | Vacation Playhouse                                        | Doris                                                                                         | Episode: "My Son, the Doctor" |
| 1966–1967 | The Time Tunnel                                           | Dr. Ann MacGregor                                                                             | 30 episodes |
| 1967      | Batman                                                    | Lisa Carson                                                                                   | 2 episodes |
| 1967      | Iron Horse                                                | Anne Daugherty                                                                                | Episode: "Dealer's Choice" |
| 1967–1970 | Cher oncle Bill                                           | Claudia Wells / Lise Lowell                                                                   | 2 épisodes |
| 1969      | Star Trek: The Original Series                            | Losira                                                                                        | Episode: "That Which Survives" |
| 1969      | Au pays des géants                                        | Mother – Mrs Bara                                                                             | Episode: "Rescue" |
| 1969      | Mannix                                                    | Reva Daniels                                                                                  | S3-Episode 05: "A Question of Midnight" |
| 1969–1970 | Mission: Impossible                                       | Tracey / Anna Rojak                                                                           | 8 episodes |
| 1970      | The Name of the Game                                      | Bridget                                                                                       | Episode: "Island of Gold and Precious Stones" |
| 1970      | My World and Welcome to It                                | Mrs Bessinger                                                                                 | Episode: "The Middle Years" |
| 1970      | Insight                                                   | Miriam                                                                                        | Episode: "The 7 Minute Life of James Houseworthy" |
| 1970      | Nanny and the Professor                                   | Marrijane Finley                                                                              | Episode: "An Element of Risk" |
| 1970      | The Immortal                                              | Sigrid Bergen                                                                                 | Episode: "The Queen's Gambit" |
| 1971      | The New Andy Griffith Show                                | Lee Sawyer                                                                                    | 10 episodes |
| 1971      | Dan August                                                | Miranda Lewis                                                                                 | Episode: "The Law" |
| 1971      | Love, American Style                                      |                                                                                               | Segment: "Love and the Sweet Sixteen" |
| 1972      | Longstreet                                                | Miss Cooper                                                                                   | Episode: "Through Shattering Glass" |
| 1973      | The Doris Day Show                                        | Lois Frazier                                                                                  | Episode: "Hospital Benefit" |
| 1973–1980 | Barnaby Jones                                             | Betty Jones                                                                                   | 178 episodes Nominated—Golden Globe Award for Best Actress – Television Series Drama (1975–1976) Nominated—Primetime Emmy Award for Outstanding Supporting Actress in a Drama Series (1977) |
| 1975      | Cannon                                                    | Betty Jones                                                                                   | Episode: "The Deadly Conspiracy: Part 1" |
| 1977      | Having Babies II                                          | Martha Cooper                                                                                 | Television film |
| 1978      | Cruise Into Terror                                        | Lil Mather                                                                                    | Television film |
| 1978      | True Grit: A Further Adventure                            | Annie Sumner                                                                                  | Television film |
| 1979      | Time Express                                              | Vanessa Cartwright                                                                            | Episode: "The Copy-Writer/The Figure Skater" |
| 1979      | Mirror, Mirror                                            | Vanessa Wagner                                                                                | Television film |
| 1979–1980 | CHiPs                                                     |                                                                                               | 2 episodes |
| 1980      | Tourist                                                   | Lulu Flemington                                                                               | Television film |
| 1981–1984 | The Love Boat                                             | Jessica Elliott / Barbara Braden / Ann Marshall                                               | 3 episodes |
| 1983      | L'Île fantastique                                         | Leslie Darnell                                                                                | Épisode : The Butler's Affair/Roarke's Sacrifice |
| 1984      | Finder of Lost Loves (en)                                 | Julia Bennett Parsons                                                                         | Episode: "Portraits" |
| 1985      | Hotel                                                     | Addie Meredith                                                                                | Episode: "Cry Wolf" |
| 1985      | Glitter                                                   |                                                                                               | Episode: "The Runaway" |
| 1985      | True Confessions                                          |                                                                                               | Episode: "He's So Young" |
| 1985–1995 | Murder, She Wrote                                         | Vanessa Thorpe / Leslie Hunter / Grace Overholtz                                              | 3 episodes |
| 1986      | Mr. Belvedere                                             | Donna Flannagan                                                                               | Episode: "Reunion" |
| 1987      | You Are the Jury                                          | Marjorie Forrest                                                                              | Episode: "The State of Oregon vs. Stanley Manning" |
| 1987      | Jonathan Winters: On the Ledge                            |                                                                                               | Television film |
| 1988–1991 | The Munsters Today                                        | Lily Munster                                                                                  | 73 episodes |
| 1991      | Jake and the Fatman                                       | Ellen Kurtin                                                                                  | Episode: "Nevertheless" |
| 1992      | Dark Justice                                              | Lee Marshall                                                                                  | Episode: "Happy Mothers Day" |
| 1996      | Duckman                                                   | Widow Liebner (voix)                                                                          | Episode: "Pig Amok" |
| 1996–2011 | All My Children                                           | Ruth Martin                                                                                   | 52 episodes |
| 2000      | Touched by an Angel                                       | Karla                                                                                         | Episode: "The Face on the Bar Room Floor" |
| 2003      | Return to the Batcave: The Misadventures of Adam and Burt | Waitress in Diner                                                                             | Television film |
| 2008      | Wizards of Waverly Place                                  | Battle Diva                                                                                   | Episode: "Harper Knows" |
| 2012      | Desperate Housewives                                      | Doris                                                                                         | Episode: "What's to Discuss, Old Friend" |
| 2012      | Hell's Kitty                                              | Grandma Kyle                                                                                  | Episode: "Catwoman vs. Hell's Kitty" |
| 2012      | Hawaii 5-0                                                | Helen Tilton                                                                                  | Episode: "Mohai" |
| 2012      | Don't Trust the B---- in Apartment 23                     | Marjorie Meyers                                                                               | Episode: "Sexy People..." |
| 2012      | The League                                                | Gumma Eve                                                                                     | Episode: "Bro-Lo El Cordero" |
| 2012–2014 | Project: Phoenix                                          | Birdie Spencer                                                                                | 6 episodes |
| 2015      | The Ultimate Legacy                                       | Miss Hastings                                                                                 | Television film |
| 2017      | Suspense                                                  | Ellen Kirk                                                                                    | Episode: "'Keepers of the Twilight'" |
| 2018      | Rise of the Catwoman                                      | Nana                                                                                          | Episode: "The Night Shift" |
| 2018      | Kaplan's Korner                                           | Auditioner                                                                                    | Episode: "He's Gone" |

### Jeux vidéo
| Année | Titre                                    | Rôle                         | Notes                                       |
| ----- | ---------------------------------------- | ---------------------------- | ------------------------------------------- |
| 2008  | Metal Gear Solid 4: Guns of the Patriots | Big Mama (EVA)               | A aussi un caméo comme invitée à la soirée. |
| 2010  | Vanquish                                 | Presidente Elizabeth Winters |                                             |